# 拉斐尔·霍林斯赫德
拉斐尔·霍林斯赫德（Raphael Holinshed，大约死于1580年），英格兰编年史家。他的作品《英格兰、苏格兰和爱尔兰编年史》（Chronicles of England, Scotland and Ireland），通常称为霍林斯赫德的编年史（Holinshed's Chronicles），是威廉·莎士比亚许多剧本的主要参考来源。